# 備北 (備中国)
備北（びほく）とは、備中国北部および岡山県北西部にあたる地方、歴史的文化圏である。

## 概要
名称は備中国北部の意味である。現在は平成の大合併により高梁市（高梁地域）と新見市（新見地域）の2市となっている。北備（ほくび）とも呼ぶ場合があり、また新見地域では奥備中という表現もされる。高梁川流域北部と言い換えることもできる。

### 地理
高梁川上中流域にあたり、一帯は中国山地と吉備高原に囲まれる自然豊かな地域である。人口は県内でも少ない地域であり、過疎地域も多い。エリアの中心的な機能を持つ高梁市街地・新見市街地周辺に人口や商業地が集中している。

### 行政
以前は岡山県の出先機関として、高梁地域を管轄する高梁地方振興局と阿新地域を管轄する阿新地方振興局が置かれていたが、現在は再編されて岡山県備中県民局高梁地域事務所・新見地域事務所となっている。また全域が岡山県備北保健所の管内となっている。

### 交通
交通面では高梁川とその支流である西川に沿って西日本旅客鉄道の伯備線が通っている他、新見駅より姫新線が、備中神代駅より芸備線が分岐している。また、備北バスをはじめ各種バス路線がある。伯備線は陰陽連絡線としての機能があるため特急列車を含め1時間に数本が運行されておりICOCAも利用できるが、芸備線およびバス路線の運行本数は少ない。

### 歴史
古来より高梁川の水運を利用して交易が活発に行われていた。戦国時代になり、高梁市に備中松山城が建てられてからは備中国の中心地として現在の高梁市中心部が栄えた。江戸時代になると備中一の大藩である備中松山藩の他、新見藩や成羽藩が治めた。
明治維新後、高梁県・小田県（深津県）・岡山県と変遷し地域の中心が岡山市や倉敷市などの南部に移ると、その勢いは失われていった。

## 範囲
合併により範囲が変遷しているが、現在でも、歴史的文化圏として平成の大合併前の地域を指すことも多い。また関係が深いため、備後にあたる神石郡や庄原市東城町も含める場合がある。

### 平成の大合併後
- 高梁市
- 新見市

以下、範囲に含める場合もある地域
- 真庭市（旧北房町エリア）
- 井原市芳井町
- 井原市美星町
- 加賀郡吉備中央町賀陽地区

### 平成の大合併前
旧・高梁地方振興局管内
- 旧・高梁市
- 上房郡北房町・有漢町・賀陽町
- 川上郡成羽町・備中町・川上町

旧・阿新地方振興局管内
- 旧・新見市
- 阿哲郡哲多町・哲西町・神郷町・大佐町

以下、範囲に含める場合もある地域
- 小田郡美星町
- 後月郡芳井町

## 備北（北備）を冠する企業・組織・施設など
- 備北バス
- 備北信用金庫
- 備北民報
- 備北ハイランドサーキット
- 備北トラベル
- 備北商工会
- 備北青年の家
- 北備運輸
- 北備自動車修理工場

## 備考
備北とは、広島県北東部、備後国北部、さらに両地域を合わせた意味でも使われる。
また、吉備国の北部一帯や岡山県北部を意味する場合もある。